# Stonewall (Mississipi)
Stonewall és una població dels Estats Units a l'estat de Mississipi. Segons el cens del 2000 tenia 1.149 habitants.

## Demografia
Segons el cens del 2000, Stonewall tenia 1.149 habitants, 461 habitatges, i 319 famílies. La densitat de població era de 168 habitants per km².
Dels 461 habitatges en un 30,8% hi vivien nens de menys de 18 anys, en un 48,6% hi vivien parelles casades, en un 16,7% dones solteres, i en un 30,6% no eren unitats familiars. En el 27,8% dels habitatges hi vivien persones soles l'11,5% de les quals corresponia a persones de 65 anys o més que vivien soles. El nombre mitjà de persones vivint en cada habitatge era de 2,49 i el nombre mitjà de persones que vivien en cada família era de 3,05.
Per edats la població es repartia de la següent manera: un 27,2% tenia menys de 18 anys, un 9% entre 18 i 24, un 26,5% entre 25 i 44, un 22,9% de 45 a 60 i un 14,4% 65 anys o més.
L'edat mediana era de 35 anys. Per cada 100 dones de 18 o més anys hi havia 87 homes.
La renda mediana per habitatge era de 23.125 $ i la renda mediana per família de 31.172 $. Els homes tenien una renda mediana de 26.477 $ mentre que les dones 22.404 $. La renda per capita de la població era de 12.930 $. Entorn del 18,3% de les famílies i el 23,8% de la població estaven per davall del llindar de pobresa.

## Poblacions més properes
El següent diagrama mostra les poblacions més properes.